# Friedrich Judel
Friedrich Judel (genannt: Fietje) (* 1948 in Bremen) ist ein deutscher Yachtkonstrukteur und Segler.
Friedrich Judel ist ein gelernter Bootsbauer und Schiffbau-Ingenieur. 1978 gründete er gemeinsam mit Rolf Vrolijk die Firma judel/vrolijk design in Bremerhaven, zu der 1986 Torsten Conradi dazu kam, die sich auf den Entwurf schneller Segel- und Motoryachten spezialisiert hat. Das Designbüro wird als eines der weltweit renommiertesten eingeschätzt. Das Designteam von Judel war verantwortlich für das Design des deutschen Americas Cup Bootes von United Internet Team Germany und weitere Einzelbauten. Seit längerer Zeit arbeitet das Designbüro mit dem Serienyachthersteller Hanseyachts zusammen und ist für viele ihrer Konstruktionen verantwortlich. Judel ist im Jahre 2012 aus dem gemeinsam mit Vrolijk gegründeten Designbüro ausgeschieden.
Seit 1973 ist er auch tätig in der Technischen Abteilung des Deutschen Segler-Verbandes (DSV). In dieser Funktion war Judel in verschiedenen Komitees der International Sailing Federation (ISAF), des Offshore Racing Congress (ORC), des Germanischen Lloyd und der ISO vertreten.